# Veľké Revištia
Veľké Revištia (in ungherese: Felsőrőcse) è un comune della Slovacchia facente parte del Distretto di Sobrance, nella regione di Košice.